# Anomala guessfeldti
Anomala guessfeldti är en skalbaggsart som beskrevs av Hermann Julius Kolbe 1883. Anomala guessfeldti ingår i släktet Anomala och familjen Rutelidae. Inga underarter finns listade i Catalogue of Life.